# Chloé Jacquet
Pour les articles homonymes, voir Jacquet.

a Compétitions nationales et continentales officielles uniquement.

b Matchs officiels uniquement.
Dernière mise à jour le 11 octobre 2024.
Chloé Jacquet, née le 17 avril 2002 à Viriat (Ain), est une joueuse internationale française de rugby à XV et internationale de rugby à sept.

## Biographie
Originaire de Viriat dans l'Ain, Chloé Jacquet commence la pratique du rugby à XV à l'âge de cinq ans au milieu des garçons. Dix ans plus tard, elle rejoint le Lyon OU,.
Plus tard, elle fait ses débuts sénior avec le Lyon OU en septembre 2019 et inscrit à cette occasion trente points, dont deux essais.
Elle participe au tournoi féminin de rugby à sept aux Jeux olympiques d'été de 2020 avec l'équipe de France,, ; les Bleues sont médaillées d'argent.
En 2022, elle est sélectionnée par Thomas Darracq pour disputer la Coupe du monde de rugby à XV en Nouvelle-Zélande.
En juillet 2024, elle est sélectionnée pour les Jeux olympiques, au Stade de France à Paris, mais les Bleues s'inclinent en quart de finale face au Canada.

## Statistiques internationales
| Année | Compétition    | Matchs | Points | Essais | Transf. |
| ----- | -------------- | ------ | ------ | ------ | ------- |
| 2021  | Test match     | 3      | 5      | 1      | -       |
| 2022  | Six Nations    | 5      | 10     | 2      | -       |
| 2022  | Test match     | 2      | -      | -      | -       |
| 2022  | Coupe du monde | 6      | -      | -      | -       |
| 2024  | Six Nations    | 2      | -      | -      | -       |
| 2024  | Test match     | 1      | -      | -      | -       |
| 2024  | WXV            | 2      | 4      | -      | 2       |
| Total | Total          | 21     | 19     | 3      | 2       |

## Palmarès

### Rugby à sept
- Médaille d'argent aux Jeux olympiques d'été de 2020

## Décorations
- Chevalier de l'ordre national du Mérite (décret du 8 septembre 2021)[11]